# 카지미에시 리피엔
카지미에시 리피엔(폴란드어: Kazimierz Lipień, 1949년 2월 6일~2005년 11월 13일)은 폴란드의 레슬링 선수, 지도자이다. 1972년, 1976년, 1980년 하계 올림픽 그레코로만형 페더급에 참가하여 각각 3위, 1위, 6위에 올랐다. 또한 세계 선수권 대회과 유럽 선수권 대회에서 금메달 5개를 포함하여 메달 13개를 획득했다.